# 馮裕
馮裕（1479年—1545年），字伯順，號閭山，遼東廣寧左衛軍籍，山東青州府臨朐縣人，明朝政治人物、詩人。正德戊辰進士，累官貴州按察司副使。晚年回鄉，吟詠不輟。為“海岱八子”之一。

## 生平
弘治十七年（1504年）甲子科山東鄉試第十二名舉人，正德三年（1508年）中式戊辰科會試第二十七名，三甲第一百五十一名進士。授華亭縣知縣，調蕭縣知縣，六年（1511年）升晉州知州，當地滹沱河改道南徙，造成鼓城北的農地貧瘠，而賦稅如故，馮裕設法調整，百姓得以減輕負擔。
嘉靖元年（1522年）遷南京戶部員外郎，升郎中，六年（1527年）出為平涼府知府，七年（1528年）調石阡府知府，長住六年，十二年（1533年）升貴州按察司副使，所到之處皆有惠政，“凜凜自守，非義一毫不染”。
嘉靖十三年（1534年）辭官歸里，居家講學，與石存禮、藍田、劉澄甫、陳經、黃卿、劉淵甫、楊應奎等成立“海岱詩社”。嘉靖二十四年（1545年）六月二十四日，病逝於青州城，葬於青州城西北堯王山下，追贈貴州右布政使。其曾孫馮琦編有《海岱會集》十二卷。

## 家族
臨朐馮氏後來成為濰坊四大家族之一。先祖馮思忠帶兵屯守遼東廣寧（今遼寧省北鎮縣）。曾祖馮福通；祖父馮春；父馮振，贈南京戶部郎中。母李氏。子馮惟健、馮惟重、馮惟敏、馮惟訥、馮惟直。馮惟重與馮惟訥皆成進士，馮惟訥官至江西左布政使，進光祿寺卿致仕。孫馮子履，河南布政使司左參政。曾孫馮琦，禮部尚書、贈太子少保。惟敏孫馮瑗，萬曆乙未進士，山西參政。